# Новоархангельська селищна територіальна громада
Новоархангельська селищна громада — територіальна громада в Україні, в Голованівському районі Кіровоградської області. Адміністративний центр — селище Новоархангельськ.
Площа громади — 492,3 км², населення — 12 627 мешканців (2020).

## Населені пункти
У складі громади 1 селище (Новоархангельськ) і 20 сіл:
- Ганнівка
- Голубенка
- Диковичеве
- Журівка
- Кагарлик
- Кам'янече
- Комишеве
- Кринички
- Левківка
- Лозуватка
- Мар'янівка
- Новопетрівка
- Сабове
- Свердликове
- Синюха
- Скалева
- Скалівські Хутори
- Солдатське
- Торговиця
- Червінка